# Galium globuliferum
Galium globuliferum är en måreväxtart som beskrevs av Hub.-mor. och Reese. Galium globuliferum ingår i släktet måror, och familjen måreväxter. Inga underarter finns listade i Catalogue of Life.